# Torneo Argentino A 1996-97
El Torneo Argentino A 1996-97 fue la segunda edición de este torneo, correspondiente a la tercera división del fútbol argentino. Se desarrolló entre el 13 de octubre de 1996, con el inicio de la Primera Fase, y el 6 de julio de 1997, con la última fecha de la fase final por los 2 ascensos. En ella participaron veintidós equipos provenientes de 11 provincias, divididos en dos zonas de seis equipos, y otras 2 de cinco equipos.

## Modo de disputa
En la primera fase se agrupó a los 22 equipos en 2 zonas de 6 y 2 zonas de 5 equipos dependiendo su ubicación geográfica; cada equipo jugaba 2 veces contra los demás, una de local y otra de visitante. Al cabo de los primeros 10 partidos (en el caso de las zonas de 5 equipos, los partidos fueron 8), los mejores 4 equipos avanzaban a la zona campeonato, mientras que los peores 2 (en el caso de las zonas de 5 equipos, el último equipo clasificado) avanzaban a la zona de reclasificación, donde nuevamente eran agrupados según su ubicación geográfica.  En la zona campeonato, los equipos se agrupaban en 2 zonas de 5 equipos, donde los 2 mejores obtenían el ascenso a la Primera B Nacional. Por otra parte, los peores 2 equipos ubicados en la Tabla General descenderían directamente al Torneo Argentino B.
La zona de reclasificación se disputó a dos rondas. En la primera fase se disputaron 3 encuentros que enfrentaban a los peores equipos de la Primera Fase, donde los 2 peores de cada zona jugarían entre sí para comenzar a determinar otros 3 descensos que se sumaban a los 8 que se habían programado previamente. En la segunda ronda, los 3 equipos disputarían un triangular para definir 2 descensos más, mientras que el ganador de ese triangular disputaría la Fase Final del torneo.
Finalmente, el último descenso estipulado saldría del peor equipo ubicado en la Fase Final del torneo.

## Equipos participantes

### Distribución geográfica
| Región                           | Equipos |
| -------------------------------- | ------- |
| Ciudad de Buenos Aires           | 0       |
| Provincia de Buenos Aires        | 5       |
| Provincia de Catamarca           | 0       |
| Provincia del Chaco              | 0       |
| Provincia del Chubut             | 2       |
| Provincia de Córdoba             | 2       |
| Provincia de Corrientes          | 0       |
| Provincia de Entre Ríos          | 2       |
| Provincia de Formosa             | 1       |
| Provincia de Jujuy               | 0       |
| Provincia de La Pampa            | 2       |
| Provincia de La Rioja            | 0       |
| Provincia de Mendoza             | 3       |
| Provincia de Misiones            | 0       |
| Provincia del Neuquén            | 0       |
| Provincia de Río Negro           | 0       |
| Provincia de Salta               | 1       |
| Provincia de San Juan            | 2       |
| Provincia de San Luis            | 0       |
| Provincia de Santa Cruz          | 0       |
| Provincia de Santa Fe            | 0       |
| Provincia de Santiago del Estero | 1       |
| Provincia de Tierra del Fuego    | 0       |
| Provincia de Tucumán             | 1       |
| Total                            | 22      |

### Equipos
| Club                    | Localidad           | Provincia           | Liga de origen                        |
| ----------------------- | ------------------- | ------------------- | ------------------------------------- |
| Almirante Brown (A)     | Arrecifes           | Buenos Aires        | Liga de fútbol de Arrecifes           |
| Alvarado                | Mar del Plata       | Buenos Aires        | Liga Marplatense de fútbol            |
| Belgrano                | Santa Rosa          | La Pampa            | Liga Cultural de Fútbol               |
| CAI                     | Comodoro Rivadavia  | Chubut              | Liga de Fútbol de Comodoro Rivadavia  |
| Central Norte           | Salta               | Salta               | Liga Salteña de Fútbol                |
| Concepción Fútbol Club  | Concepción          | Tucumán             | Liga Tucumana de Fútbol               |
| Cultural Argentino      | General Pico        | La Pampa            | Liga Pampeana de Fútbol               |
| Deportivo Patagones     | Carmen de Patagones | Buenos Aires        | Liga Rionegrina de Fútbol             |
| Desamparados            | San Juan            | San Juan            | Liga Sanjuanina de Fútbol             |
| Estudiantes (RC)        | Río Cuarto          | Córdoba             | Liga Regional de fútbol de Río Cuarto |
| Ferrocarril (C)         | Concordia           | Entre Ríos          | Liga Concordiense de Fútbol           |
| General Paz Juniors     | Córdoba             | Córdoba             | Liga Cordobesa de Fútbol              |
| Germinal                | Rawson              | Chubut              | Liga del Valle del Chubut             |
| Grupo Universitario     | Tandil              | Buenos Aires        | Liga Tandilense de Fútbol             |
| Huracán                 | San Rafael          | Mendoza             | Liga Sanrafaelina de Fútbol           |
| Independiente Rivadavia | Mendoza             | Mendoza             | Liga Mendocina de Fútbol              |
| Juventud Alianza        | Santa Lucía         | San Juan            | Liga Sanjuanina de Fútbol             |
| Patronato               | Paraná              | Entre Ríos          | Liga Paranaense de Fútbol             |
| San Martín              | Formosa             | Formosa             | Liga Formoseña de Fútbol              |
| San Martín              | Mendoza             | Mendoza             | Liga Mendocina de Fútbol              |
| Unión Santiago          | Santiago del Estero | Santiago del Estero | Liga Santiagueña de Fútbol            |
| Villa Mitre             | Bahía Blanca        | Buenos Aires        | Liga del Sur                          |

### Renuncias
Desistieron de participar por razones económicas.
| Club                   | Localidad                           | Provincia    | Liga de origen              |
| ---------------------- | ----------------------------------- | ------------ | --------------------------- |
| General Roca           | General Roca                        | Río Negro    | Liga Deportiva Confluencia  |
| Guaraní Antonio Franco | Posadas                             | Misiones     | Liga Posadeña de Fútbol     |
| Mataderos              | Necochea                            | Buenos Aires | Liga de fútbol de Necochea  |
| Villa Cubas            | San Fernando del Valle de Catamarca | Catamarca    | Liga Catamarqueña de Fútbol |

## Primera fase
La primera fase constó de 4 grupos, divididas en 2 zonas de 6 equipos y otras 2 de 5. En cada zona, cada equipo jugaba dos veces contra los otros, una vez de local, y otra de visitante. Los partidos finalizaban a cabo de los 90 minutos, dando 3 puntos al ganador, 1 en caso de empate y 0 en caso de perder.

### Zona Bonaerense-Litoral
| Pos | Equipo              | Pts | PJ | PG | PE | PP | GF | GC | Dif |
| --- | ------------------- | --- | -- | -- | -- | -- | -- | -- | --- |
| 1.º | Almirante Brown (A) | 26  | 10 | 8  | 2  | 0  | 23 | 3  | 20  |
| 2.º | Patronato           | 15  | 10 | 4  | 3  | 3  | 10 | 9  | 1   |
| 3.º | Ferrocarril (C)     | 14  | 10 | 4  | 2  | 4  | 18 | 18 | 0   |
| 4.º | Grupo Universitario | 13  | 10 | 4  | 1  | 5  | 16 | 11 | 5   |
| 5.º | San Martín (F)      | 11  | 10 | 3  | 2  | 5  | 15 | 29 | -14 |
| 6.º | Alvarado            | 5   | 10 | 1  | 2  | 7  | 6  | 18 | -12 |

| Clasificado para Zona Campeonato  |
| Clasificado para Zona Permanencia |

| Almirante Brown (A) | 2 - 1 | Ferrocarril (C)     |
| Patronato           | 0 - 0 | Grupo Universitario |
| San Martín (F)      | 1 - 1 | Alvarado            |

| San Martín (F)      | 0 - 5 | Almirante Brown (A) |
| Alvarado            | 0 - 1 | Patronato           |
| Grupo Universitario | 4 - 1 | Ferrocarril (C)     |

| Almirante Brown (A) | 2 - 0 | Grupo Universitario |
| Ferrocarril (C)     | 3 - 2 | Alvarado            |
| Patronato           | 1 - 2 | San Martín (F)      |

| Patronato      | 0 - 0 | Almirante Brown (A) |
| San Martín (F) | 3 - 3 | Ferrocarril (C)     |
| Alvarado       | 0 - 3 | Grupo Universitario |

| Almirante Brown (A) | 0 - 0 | Alvarado       |
| Grupo Universitario | 6 - 0 | San Martín (F) |
| Ferrocarril (C)     | 2 - 3 | Patronato      |

| Ferrocarril (C)     | 0 - 2 | Almirante Brown (A) |
| Grupo Universitario | 1 - 2 | Patronato           |
| Alvarado            | 3 - 0 | San Martín (F)      |

| Almirante Brown (A) | 4 - 2 | San Martín (F)      |
| Patronato           | 2 - 0 | Alvarado            |
| Ferrocarril (C)     | 1 - 0 | Grupo Universitario |

| Grupo Universitario | 0 - 2 | Almirante Brown (A) |
| Alvarado            | 0 - 2 | Ferrocarril (C)     |
| San Martín (F)      | 2 - 1 | Patronato           |

| Almirante Brown (A) | 2 - 0 | Patronato      |
| Ferrocarril (C)     | 5 - 2 | San Martín (F) |
| Grupo Universitario | 2 - 0 | Alvarado       |

| Alvarado       | 0 - 4 | Almirante Brown (A) |
| San Martín (F) | 3 - 0 | Grupo Universitario |
| Patronato      | 0 - 0 | Ferrocarril (C)     |

### Zona Cuyo
| Pos | Equipo                  | Pts | PJ | PG | PE | PP | GF | GC | Dif |
| --- | ----------------------- | --- | -- | -- | -- | -- | -- | -- | --- |
| 1.º | Huracán (SR)            | 16  | 8  | 5  | 1  | 2  | 13 | 10 | 3   |
| 2.º | Juventud Alianza        | 13  | 8  | 3  | 4  | 1  | 6  | 3  | 3   |
| 3.º | San Martín (M)          | 12  | 8  | 3  | 3  | 2  | 8  | 9  | -1  |
| 4.º | Independiente Rivadavia | 11  | 8  | 3  | 2  | 3  | 10 | 6  | 4   |
| 5.º | Desamparados            | 2   | 8  | 0  | 2  | 6  | 8  | 17 | -9  |

| Clasificado para Zona Campeonato  |
| Clasificado para Zona Permanencia |

| Juventud Alianza        | 1 - 1 | Desamparados |
| San Martín (M)          | 0 - 1 | Huracán (SR) |
| Libre: Indep. Rivadavia |       |              |

| Huracán (SR)          | 1 - 1 | Juventud Alianza |
| Desamparados          | 1 - 4 | Indep. Rivadavia |
| Libre: San Martín (M) |       |                  |

| Indep. Rivadavia    | 3 - 0 | Huracán (SR)   |
| Juventud Alianza    | 0 - 0 | San Martín (M) |
| Libre: Desamparados |       |                |

| San Martín (M)          | 2 - 1 | Indep. Rivadavia |
| Huracán (SR)            | 2 - 1 | Desamparados     |
| Libre: Juventud Alianza |       |                  |

| Desamparados        | 1 - 1 | San Martín (M)   |
| Indep. Rivadavia    | 0 - 0 | Juventud Alianza |
| Libre: Huracán (SR) |       |                  |

| Desamparados            | 0 - 2 | Juventud Alianza |
| Huracán (SR)            | 4 - 1 | San Martín (M)   |
| Libre: Indep. Rivadavia |       |                  |

| Juventud Alianza      | 1 - 0 | Huracán (SR) |
| Indep. Rivadavia      | 1 - 0 | Desamparados |
| Libre: San Martín (M) |       |              |

| Huracán (SR)        | 2 - 1 | Indep. Rivadavia |
| San Martín (M)      | 1 - 0 | Juventud Alianza |
| Libre: Desamparados |       |                  |

| Indep. Rivadavia        | 0 - 0 | San Martín (M) |
| Desamparados            | 2 - 3 | Huracán (SR)   |
| Libre: Juventud Alianza |       |                |

| San Martín (M)      | 3 - 2 | Desamparados     |
| Juventud Alianza    | 1 - 0 | Indep. Rivadavia |
| Libre: Huracán (SR) |       |                  |

### Zona Sur
| Pos | Equipo              | Pts | PJ | PG | PE | PP | GF | GC | Dif |
| --- | ------------------- | --- | -- | -- | -- | -- | -- | -- | --- |
| 1.º | Deportivo Patagones | 19  | 10 | 6  | 1  | 3  | 17 | 18 | -1  |
| 2.º | General Belgrano    | 18  | 10 | 6  | 0  | 4  | 18 | 13 | +5  |
| 3.º | Cultural Argentino  | 18  | 10 | 6  | 0  | 4  | 9  | 8  | 1   |
| 4.º | Villa Mitre         | 17  | 10 | 5  | 2  | 3  | 23 | 14 | 9   |
| 5.º | Germinal            | 11  | 10 | 3  | 2  | 5  | 8  | 12 | -4  |
| 6.º | CAI                 | 4   | 10 | 1  | 1  | 8  | 8  | 18 | -10 |

| Clasificado para Zona Campeonato  |
| Clasificado para Zona Permanencia |

| CAI              | 1 - 1 | Villa Mitre         |
| General Belgrano | 2 - 0 | Cultural Argentino  |
| Germinal         | 0 - 0 | Deportivo Patagones |

| Germinal            | 1 - 0 | CAI              |
| Deportivo Patagones | 2 - 1 | General Belgrano |
| Cultural Argentino  | 2 - 0 | Villa Mitre      |

| CAI              | 2 - 0 | Cultural Argentino  |
| Villa Mitre      | 5 - 2 | Deportivo Patagones |
| General Belgrano | 2 - 0 | Germinal            |

| General Belgrano    | 2 - 0 | CAI                |
| Germinal            | 2 - 2 | Villa Mitre        |
| Deportivo Patagones | 1 - 0 | Cultural Argentino |

| CAI                | 2 - 4 | Deportivo Patagones |
| Cultural Argentino | 1 - 0 | Germinal            |
| Villa Mitre        | 3 - 0 | General Belgrano    |

| Villa Mitre         | 3 - 1 | CAI              |
| Cultural Argentino  | 1 - 0 | General Belgrano |
| Deportivo Patagones | 2 - 1 | Germinal         |

| CAI              | 0 - 1 | Germinal            |
| General Belgrano | 4 - 1 | Deportivo Patagones |
| Villa Mitre      | 3 - 0 | Cultural Argentino  |

| Cultural Argentino  | 1 - 0 | CAI              |
| Deportivo Patagones | 3 - 1 | Villa Mitre      |
| Germinal            | 3 - 1 | General Belgrano |

| CAI                | 1 - 3 | General Belgrano    |
| Villa Mitre        | 3 - 0 | Germinal            |
| Cultural Argentino | 3 - 0 | Deportivo Patagones |

| Deportivo Patagones | 2 - 1 | CAI                |
| Germinal            | 0 - 1 | Cultural Argentino |
| General Belgrano    | 3 - 2 | Ferrocarril (C)    |

### Zona Norte
| Pos | Equipo              | Pts | PJ | PG | PE | PP | GF | GC | Dif |
| --- | ------------------- | --- | -- | -- | -- | -- | -- | -- | --- |
| 1.º | Estudiantes (RC)    | 12  | 8  | 3  | 3  | 2  | 14 | 7  | 7   |
| 2.º | Concepción FC       | 12  | 8  | 3  | 3  | 2  | 16 | 12 | 4   |
| 3.º | Central Norte (S)   | 11  | 8  | 3  | 2  | 3  | 12 | 18 | -6  |
| 4.º | General Paz Juniors | 10  | 8  | 3  | 1  | 4  | 15 | 16 | -1  |
| 5.º | Unión Santiago      | 10  | 8  | 3  | 1  | 4  | 12 | 16 | -4  |

| Clasificado para Zona Campeonato  |
| Clasificado para Zona Permanencia |

| Concepción FC              | 2 - 1 | Unión Santiago   |
| Central Norte (S)          | 0 - 0 | Estudiantes (RC) |
| Libre: General Paz Juniors |       |                  |

| Estudiantes (RC)         | 0 - 2 | Concepción FC       |
| Unión Santiago           | 2 - 1 | General Paz Juniors |
| Libre: Central Norte (S) |       |                     |

| General Paz Juniors   | 0 - 2 | Estudiantes (RC)  |
| Concepción FC         | 2 - 3 | Central Norte (S) |
| Libre: Unión Santiago |       |                   |

| Central Norte (S)    | 3 - 1 | General Paz Juniors |
| Estudiantes (RC)     | 5 - 2 | Unión Santiago      |
| Libre: Concepción FC |       |                     |

| Unión Santiago          | 3 - 0 | Central Norte (S) |
| General Paz Juniors     | 3 - 1 | Concepción FC     |
| Libre: Estudiantes (RC) |       |                   |

| Unión Santiago             | 1 - 1 | Concepción FC     |
| Estudiantes (RC)           | 6 - 1 | Central Norte (S) |
| Libre: General Paz Juniors |       |                   |

| Concepción FC            | 0 - 0 | Estudiantes (RC) |
| General Paz Juniors      | 3 - 0 | Unión Santiago   |
| Libre: Central Norte (S) |       |                  |

| Estudiantes (RC)      | 1 - 1 | General Paz Juniors |
| Central Norte (S)     | 1 - 1 | Concepción FC       |
| Libre: Unión Santiago |       |                     |

| General Paz Juniors  | 3 - 0 | Central Norte (S) |
| Unión Santiago       | 1 - 0 | Estudiantes (RC)  |
| Libre: Concepción FC |       |                   |

| Central Norte (S)       | 4 - 2 | Unión Santiago      |
| Concepción FC           | 7 - 3 | General Paz Juniors |
| Libre: Estudiantes (RC) |       |                     |

## Segunda Fase

### Zona Campeonato
La "zona campeonato" estaba conformada por los 16 equipos clasificados de la fase previa, divididos en 2 zonas. En cada zona, cada equipo jugaba dos veces contra los otros, una vez de local, y otra de visitante. Los partidos finalizaban a cabo de los 90 minutos, dando 3 puntos al ganador, 1 en caso de empate y 0 en caso de perder. 

#### Zona A
| Equipo              | Pts | PJ | PG | PE | PP | GF | GC | Dif |
| ------------------- | --- | -- | -- | -- | -- | -- | -- | --- |
| Villa Mitre         | 31  | 14 | 9  | 4  | 1  | 27 | 17 | 10  |
| Almirante Brown     | 27  | 14 | 8  | 3  | 3  | 22 | 8  | 14  |
| Cultural Argentino  | 21  | 14 | 6  | 3  | 5  | 23 | 19 | 4   |
| Ferrocarril         | 20  | 14 | 5  | 5  | 4  | 28 | 24 | 4   |
| Patronato           | 17  | 14 | 4  | 5  | 5  | 15 | 16 | -1  |
| Deportivo Patagones | 16  | 14 | 4  | 4  | 6  | 17 | 24 | -7  |
| Gral. Belgrano      | 14  | 14 | 4  | 2  | 8  | 15 | 27 | -12 |
| Grupo Universitario | 7   | 14 | 1  | 4  | 9  | 14 | 26 | -12 |

| Continúa en la Zona Campeonato |
| Desciende al Argentino B       |

En la columna de la izquierda tenemos el resultado del partido tal cual está escrito, haciendo de local el primer equipo, y su resultado a la izquierda, y el visitante el segundo, con el resultado a la derecha.
En la columna derecha tenemos el resultado del partido de vuelta, donde hacia de local el equipo de la derecha, el resultado sigue siendo el de la derecha, y el visitante, seria el equipo de la izquierda, tiene su resultado también a la izquierda.
| 1ª Fecha | Partido                     | 8ª Fecha |
| 3 - 0    | Belgrano - Patagones        | 1 - 3    |
| 0 - 1    | Patronato - Argentino       | 1 - 1    |
| 2 - 1    | Villa Mitre - Ferrocarril   | 4 - 4    |
| 2 - 0    | Alte. Brown - Universitario | 1 - 0    |

| 2ª Fecha | Partido                   | 9ª Fecha |
| 3 - 1    | Universitario - Belgrano  | 0 - 1    |
| 0 - 0    | Ferrocarril - Alte. Brown | 2 - 3    |
| 1 - 1    | Argentino - Villa Mitre   | 1 - 3    |
| 1 - 1    | Patagones - Patronato     | 0 - 2    |

| 3ª Fecha | Partido                     | 10ª Fecha |
| 0 - 1    | Belgrano - Patronato        | 1 - 5     |
| 2 - 0    | Villa Mitre - Patagones     | 1 - 1     |
| 1 - 0    | Alte. Brown - Argentino     | 1 - 2     |
| 2 - 2    | Universitario - Ferrocarril | 0 - 4     |

| 4ª Fecha | Partido                   | 11ª Fecha |
| 3 - 3    | Ferrocarril - Belgrano    | 1 - 1     |
| 3 - 2    | Argentino - Universitario | 1 - 1     |
| 0 - 2    | Patagones - Alte. Brown   | 1 - 1     |
| 1 - 1    | Patronato - Villa Mitre   | 1 - 2     |

| 5ª Fecha | Partido                   | 12ª Fecha |
| 1 - 3    | Belgrano - Villa Mitre    | 0 - 2     |
| 3 - 0    | Alte. Brown - Patronato   | 1 - 1     |
| 1 - 1    | Universitario - Patagones | 2 - 3     |
| 3 - 2    | Ferrocarril - Argentino   | 0 - 4     |

| 6ª Fecha | Partido                   | 13ª Fecha |
| 2 - 0    | Argentino - Belgrano      | 1 - 2     |
| 3 - 1    | Patagones - Ferrocarril   | 0 - 3     |
| 0 - 0    | Patronato - Universitario | 2 - 1     |
| 1 - 0    | Villa Mitre - Alte. Brown | 0 - 4     |

| 7ª Fecha | Partido                     | 14ª Fecha |
| 1 - 0    | Belgrano - Alte. Brown      | 0 - 3     |
| 1 - 3    | Universitario - Villa Mitre | 1 - 2     |
| 2 - 0    | Ferrocarril - Patronato     | 2 - 0     |
| 2 - 0    | Argentino - Patagones       | 2 - 4     |

#### Zona B
| Equipo               | Pts | PJ | PG | PE | PP | GF | GC | Dif |
| -------------------- | --- | -- | -- | -- | -- | -- | -- | --- |
| Huracán (San Rafael) | 27  | 14 | 9  | 0  | 5  | 17 | 15 | 2   |
| San Martín (Mza)     | 26  | 14 | 7  | 5  | 2  | 16 | 8  | 8   |
| Indep. Rivadavia     | 23  | 14 | 7  | 2  | 5  | 20 | 16 | 4   |
| Concepción FC        | 17  | 14 | 5  | 2  | 7  | 22 | 20 | 2   |
| Estudiantes (RC)     | 17  | 14 | 4  | 5  | 5  | 23 | 24 | -1  |
| Gral. Paz Juniors    | 16  | 14 | 4  | 4  | 6  | 19 | 24 | -5  |
| Juventud Alianza     | 15  | 14 | 2  | 7  | 5  | 21 | 23 | -2  |
| Central Norte        | 13  | 14 | 2  | 7  | 5  | 10 | 18 | -8  |

| Continúa en el torneo    |
| Desciende al Argentino B |

En la columna de la izquierda tenemos el resultado del partido tal cual está escrito, haciendo de local el primer equipo, y su resultado a la izquierda, y el visitante el segundo, con el resultado a la derecha.
En la columna derecha tenemos el resultado del partido de vuelta, donde hacia de local el equipo de la derecha, el resultado sigue siendo el de la derecha, y el visitante, seria el equipo de la izquierda, tiene su resultado también a la izquierda.
| 1ª Fecha | Partido                       | 8ª Fecha |
| 2 - 0    | Huracán - Juv. Alianza        | 1 - 3    |
| 1 - 1    | Juniors - Estudiantes         | 2 - 4    |
| 2 - 0    | San Martín - Ind. Rivadavia   | 1 - 1    |
| 0 - 0    | Concepción FC - Central Norte | 0 - 1    |

| 2ª Fecha | Partido                        | 9ª Fecha |
| 2 - 0    | Central Norte - Huracán        | 0 - 3    |
| 2 - 0    | Ind. Rivadavia - Concepción FC | 4 - 0    |
| 0 - 0    | Estudiantes - San Martín       | 1 - 3    |
| 4 - 1    | Juniors - Juv. Alianza         | 5 - 2    |

| 3ª Fecha | Partido                        | 10ª Fecha |
| 2 - 1    | Huracán - Juniors              | 1 - 0     |
| 1 - 0    | San Martín - Juv. Alianza      | 1 - 1     |
| 6 - 2    | Concepción FC - Estudiantes    | 2 - 2     |
| 0 - 0    | Central Norte - Ind. Rivadavia | 1 - 4     |

| 4ª Fecha | Partido                      | 11ª Fecha |
| 4 - 0    | Juv. Alianza - Concepción FC | 1 - 2     |
| 2 - 1    | Ind. Rivadavia - Huracán     | 1 - 2     |
| 1 - 1    | Estudiantes - Central Norte  | 2 - 2     |
| 0 - 0    | Juniors - San Martín         | 1 - 1     |

| 5ª Fecha | Partido                      | 12ª Fecha |
| 1 - 0    | Huracán - San Martín         | 0 - 2     |
| 4 - 0    | Concepción FC - Juniors      | 1 - 3     |
| 1 - 1    | Central Norte - Juv. Alianza | 1 - 1     |
| 2 - 0    | Ind. Rivadavia - Estudiantes | 2 - 1     |

| 6ª Fecha | Partido                       | 13ª Fecha |
| 3 - 0    | Estudiantes - Huracán         | 0 - 1     |
| 2 - 0    | Juv. Alianza - Ind. Rivadavia | 0 - 2     |
| 3 - 0    | Juniors - Central Norte       | 0 - 0     |
| 2 - 1    | San Martín - Concepción       | 0 - 1     |

| 7ª Fecha | Partido                    | 14ª Fecha |
| 2 - 1    | Huracán - Concepción FC    | 1 - 0     |
| 0 - 1    | Central Norte - San Martín | 1 - 2     |
| 4 - 1    | Ind. Rivadavia - Juniors   | 0 - 1     |
| 4 - 1    | Estudiantes - Juv. Alianza | 2 - 1     |

### Zona Permanencia
La "zona permanencia" se dividió en dos etapas. La primera la disputaron los últimos 2 de cada zona disputando una serie de partidos a ida y vuelta, decretando el descenso para el equipo derrotado en el resultado global, por otra parte los ganadores de cada una de estas series, disputarían un triangular para determinar 2 descensos más.

#### Primera Etapa
| Ida                                         | Partido        | Vuelta |
| 1 - 1                                       | CAI - Germinal | 0 - 1  |
| Descendió CAI perdiendo el global por 2 - 1 |                |        |

| Ida                                        | Partido                 | Vuelta |
| 2 - 1                                      | Alvarado - Desamparados | 1 - 1  |
| Descendió Desamparados perdiendo por 3 - 2 |                         |        |

| Ida                                              | Partido                       | Vuelta  |
| PP - GP                                          | Gral. San Martín - Unión Sgo. | PP - GP |
| Descendió Gral. San Martín al abandonar la serie |                               |         |

#### Segunda Etapa
Los ganadores de la Primera Etapa pasaron a disputar un triangular para decretar 2 descensos. El ganador de esta etapa, clasificaría a la Ronda Final para buscar un ascenso al Nacional B
En la columna de la izquierda tenemos el resultado del partido tal cual está escrito, haciendo de local el primer equipo, y su resultado a la izquierda, y el visitante el segundo, con el resultado a la derecha.
En la columna derecha tenemos el resultado del partido de vuelta, donde hacia de local el equipo de la derecha, el resultado sigue siendo el de la derecha, y el visitante, seria el equipo de la izquierda, tiene su resultado también a la izquierda.
| Equipo         | Pts | PJ | PG | PE | PP | GF | GC | Dif |
| -------------- | --- | -- | -- | -- | -- | -- | -- | --- |
| Germinal       | 7   | 4  | 2  | 1  | 1  | 4  | 6  | -2  |
| Unión Santiago | 4   | 4  | 2  | 1  | 1  | 6  | 1  | 5   |
| Alvarado       | 2   | 4  | 0  | 2  | 2  | 4  | 7  | -3  |

| Clasificado para Fase Final |
| Descendieron al Argentino B |

| 1ª Fecha | Partido                   | 4ª Fecha |
| PG - PP  | Germinal - Unión Santiago | 0 - 3    |
| Libre    | Alvarado                  | Libre    |

| 2ª Fecha | Partido             | 5ª Fecha |
| 0 - 0    | Alvarado - Germinal | 3 - 4    |
| Libre    | Unión Santiago      | Libre    |

| 3ª Fecha | Partido                   | 6ª Fecha |
| 1 - 1    | Unión Santiago - Alvarado | 2 - 0    |
| Libre    | Germinal                  | Libre    |

## Tercera Fase
En esta fase se agregaron 2 equipos por zona a la competencia, Sportivo Ben Hur de Rafaela y Exalumnos Esc. N.º 185 de Oberá por un lado; y por el otro, Unión de Villa Krause y San Martín de Monte Comán. Todos provenientes del Torneo Argentino B 1996/97.
| Club                      | Localidad    | Provincia | Liga de origen                  |
| ------------------------- | ------------ | --------- | ------------------------------- |
| Ben Hur                   | Rafaela      | Santa Fe  | Liga Rafaelina de Fútbol        |
| Exalumnos Escuela N.º 185 | Oberá        | Misiones  | Liga Regional Obereña de Fútbol |
| San Martín                | Monte Comán  | Mendoza   | Liga Sanrafaelina de Fútbol     |
| Unión                     | Villa Krause | San Juan  | Liga Sanjuanina de Fútbol       |

### Zona Campeonato

#### Zona 1
| Equipo                 | Pts | PJ | PG | PE | PP | GF | GC | Dif |
| ---------------------- | --- | -- | -- | -- | -- | -- | -- | --- |
| Almirante Brown        | 22  | 8  | 7  | 1  | 0  | 21 | 4  | 17  |
| Villa Mitre            | 18  | 8  | 6  | 0  | 2  | 16 | 8  | 8   |
| Ben Hur                | 12  | 8  | 4  | 0  | 4  | 12 | 8  | 4   |
| Germinal               | 4   | 8  | 1  | 1  | 6  | 8  | 17 | -9  |
| Exalumnos Esc. N.º 185 | 3   | 8  | 1  | 0  | 7  | 6  | 26 | -20 |

| Ascendido al Nacional B.   |
| Descendido al Argentino B. |

En la columna de la izquierda tenemos el resultado del partido tal cual está escrito, haciendo de local el primer equipo, y su resultado a la izquierda, y el visitante el segundo, con el resultado a la derecha.
En la columna derecha tenemos el resultado del partido de vuelta, donde hacia de local el equipo de la derecha, el resultado sigue siendo el de la derecha, y el visitante, seria el equipo de la izquierda, tiene su resultado también a la izquierda.
| 1ª Fecha | Partido                           | 6ª Fecha |
| 1 - 0    | Alte Brown - Villa Mitre          | 3 - 2    |
| 5 - 1    | Germinal - Exalumnos Esc. N.º 185 | 0 - 1    |
| Libre    | Sportivo Ben Hur                  | Libre    |

| 2ª Fecha | Partido                          | 7ª Fecha |
| 1 - 4    | Exalumnos Esc. N.º 185 - Ben Hur | 0 - 1    |
| 2 - 1    | Villa Mitre - Germinal           | 2 - 0    |
| Libre    | Almirante Brown                  | Libre    |

| 3ª Fecha | Partido                | 8ª Fecha |
| 1 - 1    | Ben Hur - Villa Mitre  | 1 - 3    |
| 1 - 1    | Germinal - Alte Brown  | 0 - 4    |
| Libre    | Exalumnos Esc. N.º 185 | Libre    |

| 4ª Fecha | Partido                              | 9ª Fecha |
| 4 - 1    | Villa Mitre - Exalumnos Esc. N.º 185 | 2 - 1    |
| 1 - 2    | Alte Brown - Ben Hur                 | 1 - 0    |
| Libre    | Germinal                             | Libre    |

| 5ª Fecha | Partido                             | 10ª Fecha |
| 5 - 1    | Ben Hur - Germinal                  | 0 - 1     |
| 1 - 2    | Exalumnos Esc. N.º 185 - Alte Brown | 0 - 8     |
| Libre    | Villa Mitre                         | Libre     |

#### Zona 2
| Equipo                   | Pts | PJ | PG | PE | PP | GF | GC | Dif |
| ------------------------ | --- | -- | -- | -- | -- | -- | -- | --- |
| San Martín (Mza)         | 17  | 8  | 5  | 2  | 1  | 13 | 7  | 6   |
| Indep. Rivadavia         | 16  | 8  | 5  | 1  | 2  | 16 | 7  | 9   |
| Unión Villa Krause       | 9   | 8  | 2  | 3  | 3  | 6  | 11 | -5  |
| Huracán (SR)             | 7   | 8  | 2  | 1  | 5  | 7  | 9  | -2  |
| San Martín (Monte Comán) | 7   | 8  | 2  | 1  | 5  | 6  | 14 | -8  |

| Ascendido al Nacional B. |

En la columna de la izquierda tenemos el resultado del partido tal cual está escrito, haciendo de local el primer equipo, y su resultado a la izquierda, y el visitante el segundo, con el resultado a la derecha.
En la columna derecha tenemos el resultado del partido de vuelta, donde hacia de local el equipo de la derecha, el resultado sigue siendo el de la derecha, y el visitante, seria el equipo de la izquierda, tiene su resultado también a la izquierda.
| 1ª Fecha | Partido                   | 6ª Fecha |
| 1 - 1    | San Martín (M) - Unión    | 2 - 2    |
| 0 - 0    | Huracán - San Martín (MC) | 1 - 3    |
| Libre    | Independiente Rivadavia   | Libre    |

| 2ª Fecha | Partido                         | 7ª Fecha |
| 4 - 0    | San Martín (M) - Ind. Rivadavia | 0 - 2    |
| 2 - 2    | Unión - Huracán                 | 0 - 3    |
| Libre    | San Martín (Monte Comán)        | Libre    |

| 3ª Fecha | Partido                            | 8ª Fecha |
| 0 - 1    | San Martín (MC) - San Martín (Mza) | 1 - 2    |
| 4 - 0    | Ind. Rivadavia - Unión             | 0 - 0    |
| Libre    | Huracán San Rafael                 | Libre    |

| 4ª Fecha | Partido                  | 9ª Fecha |
| 1 - 0    | San Martín (MC) - Unión  | 0 - 2    |
| 1 - 0    | Ind. Rivadavia - Huracán | 1 - 2    |
| Libre    | San Martín (Mendoza)     | Libre    |

| 5ª Fecha | Partido                          | 10ª Fecha |
| 2 - 1    | San Martín (M) - Huracán         | 1 - 0     |
| 6 - 1    | Ind. Rivadavia - San Martín (MC) | 2 - 0     |
| Libre    | Unión Villa Krause               | Libre     |

| Descensos                            |
| ------------------------------------ |
| Alvarado (Mar del Plata)             |
| CAI (Comodoro Rivadavia)             |
| Central Norte (Salta)                |
| General San Martín (Formosa)         |
| Germinal (Rawson)                    |
| Grupo Universitario (Tandil)         |
| Sportivo Desamparados (San Juan)     |
| Unión Santiago (Santiago del Estero) |

| Ascensos                    |
| --------------------------- |
| Almirante Brown (Arrecifes) |
| San Martín (Mendoza)        |

| Predecesor: Argentino A 1995/96 | Torneo Argentino A 1996/97 | Sucesor: Argentino A 1997/98 |